# Камі-Кітаяма
Камі-Кітаяма (яп. 上北山村, かみきたやまむら, камі-кітаяма мура ) — село в Японії, у південно-східній частині префектури Нара.